# 新葛ジャンクション
新葛ジャンクション（シンガルジャンクション）は大韓民国京畿道龍仁市にある、京釜高速道路（1号線）と嶺東高速道路（50号線）を接続するジャンクションである。

## 歴史
- 1971年12月1日 - 嶺東高速道路（新葛JCT - セマルIC間104 km）開通に伴って設置。（トランペット型）嶺東高速道路側に料金所を設置。
- 1972年1月1日 - 嶺東高速道路有料化に伴って嶺東高速道路側にあった料金所を撤去。
- 1991年11月29日 - 新葛-安山高速道路開通に伴いジャンクションの形状を変更。

## 接続している路線

### ソウル・釜山方面
- 京釜高速道路（45番）

### 仁川・江陵方面
- 嶺東高速道路（13番）

## 隣
京釜高速道路
(44) 水原新葛IC - (45) 新葛JCT - 竹田SA（ソウル方向のみ）- ソウル料金所 - (47) 板橋IC
嶺東高速道路
(12) 東水原IC - (13) 新葛JCT - (14) 麻城IC